# Đá Zirconia

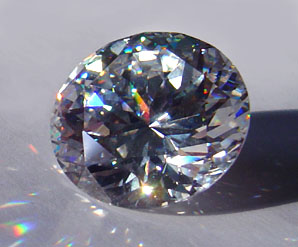
Một viên đá Zirconia đã được cắt dũa như kim cương

Đá Zirconia hay còn gọi tắt là Đá CZ (từ chữ Cubic zirconia trong tiếng Anh) là hàng trang sức giả kim cương. Đó là tinh thể nhân tạo được sản xuất duy nhất từ Zirconium(IV)-oxid (Baddeleyit), được tinh chế và ổn định trong nhiệt độ cao. Cubic Zirconia (hay còn gọi là Fianit), được phát triển lần đầu tiên năm 1937 tại Viện Lebedev (Viện vật lý FIAN của Viện Hàn lâm Khoa học Nga, do đó còn có tên là Fianit). Bởi vì độ cứng của đá 8-8,5 trên Thang độ cứng Mohs  và tinh chế, phát triển qua một quá trình sản xuất tiên tiến, chúng phát triển thành hàng trang sức chất lượng cao, nhưng với chi phí thấp, rẻ tiền và bây giờ đang có nhiều nhu cầu trong ngành công nghiệp hàng trang sức giá rẻ. Tuy nhiên, không giống như kim cương hay kim cương nhân tạo, Zirconia rất mau chóng trầy xước, xuống màu.
Cubic Zirconia (CZ) là dạng tinh thể khối zirconium dioxide (ZrO2). Vật liệu sau khi kết tinh thường cứng (tuy nhiên vẫn thấp hơn kim cương cả trăm lần), có độ quang học hoàn hảo và thường không màu, nhưng có thể được bổ sung các oxit kim loại để cho ra một loạt các màu sắc khác nhau. Không nên nhầm lẫn với zircon hay zirconi, mà là một zirconium silicate (ZrSiO4).
Một Zirconia tốt rất khó phân biệt với kim cương, nếu chỉ dùng bằng mắt quan sát bên ngoài. Một phương pháp đo lường tương đối đơn giản và không phá hủy vật liệu có thể được xác định là những khác biệt về khúc xạ ánh sáng (chiết suất 2,18 khối zirconia và kim cương 2,42) và mật độ (Zirconia 5,8 g / cm³; kim cương 3,5 g / cm³).

## Gia công
Tinh thể Zirconia thường không màu nhưng việc gia công và bổ sung một số oxit kim loại (dopant) vào bột đá trong khâu mài có thể tạo giao diện nhiều màu sắc. Ví dụ:
| Hợp chất / Độ | Màu sắc  |
| ------------- | -------- |
| Cerium        | vàng     |
| Cerium        | cam      |
| Cerium        | đỏ       |
| Chromium      | xanh     |
| Neodymium     | tím      |
| Erbium        | hồng     |
| Titanium      | nâu vàng |

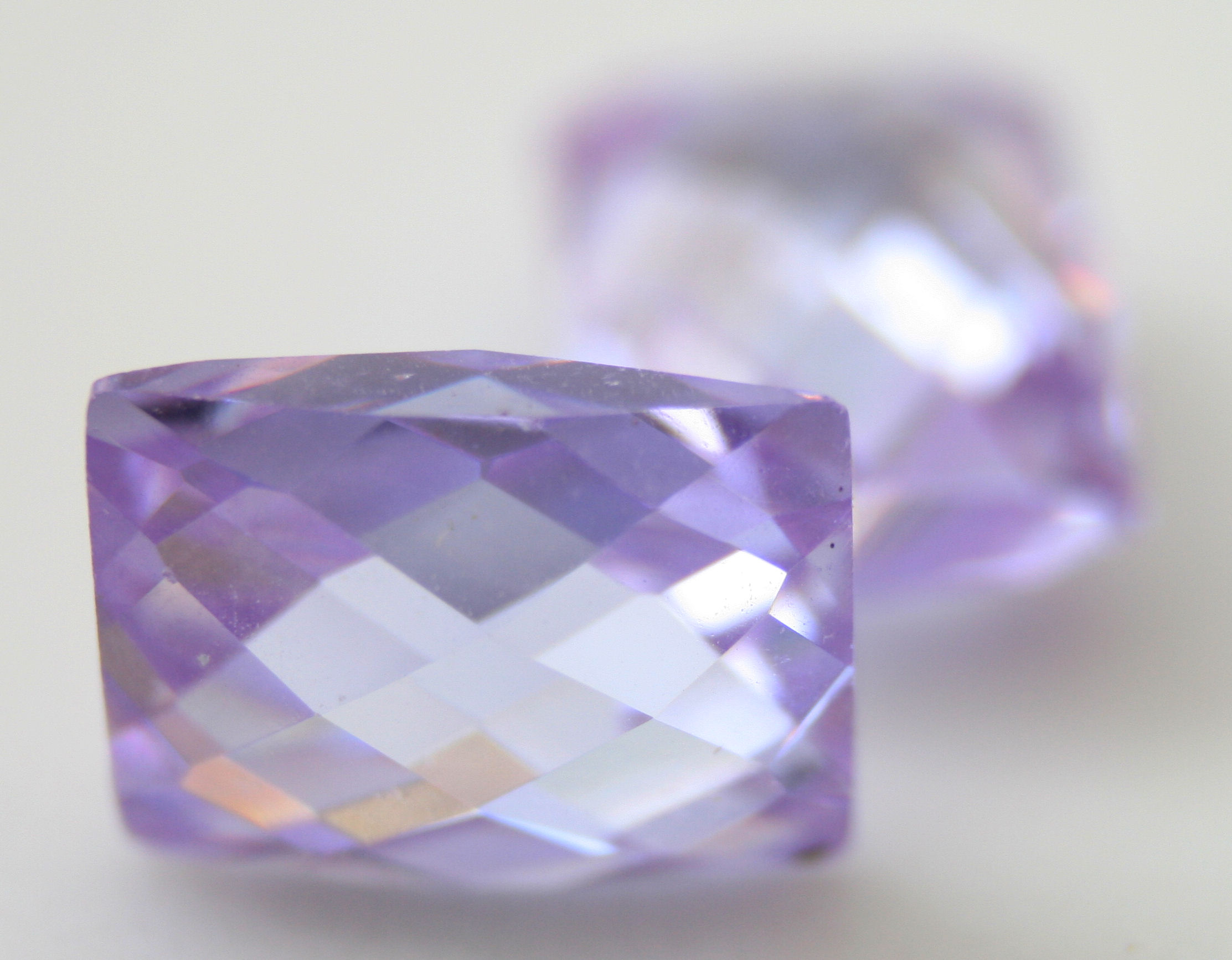
Cubic Zirconia tím đã cắt dũa
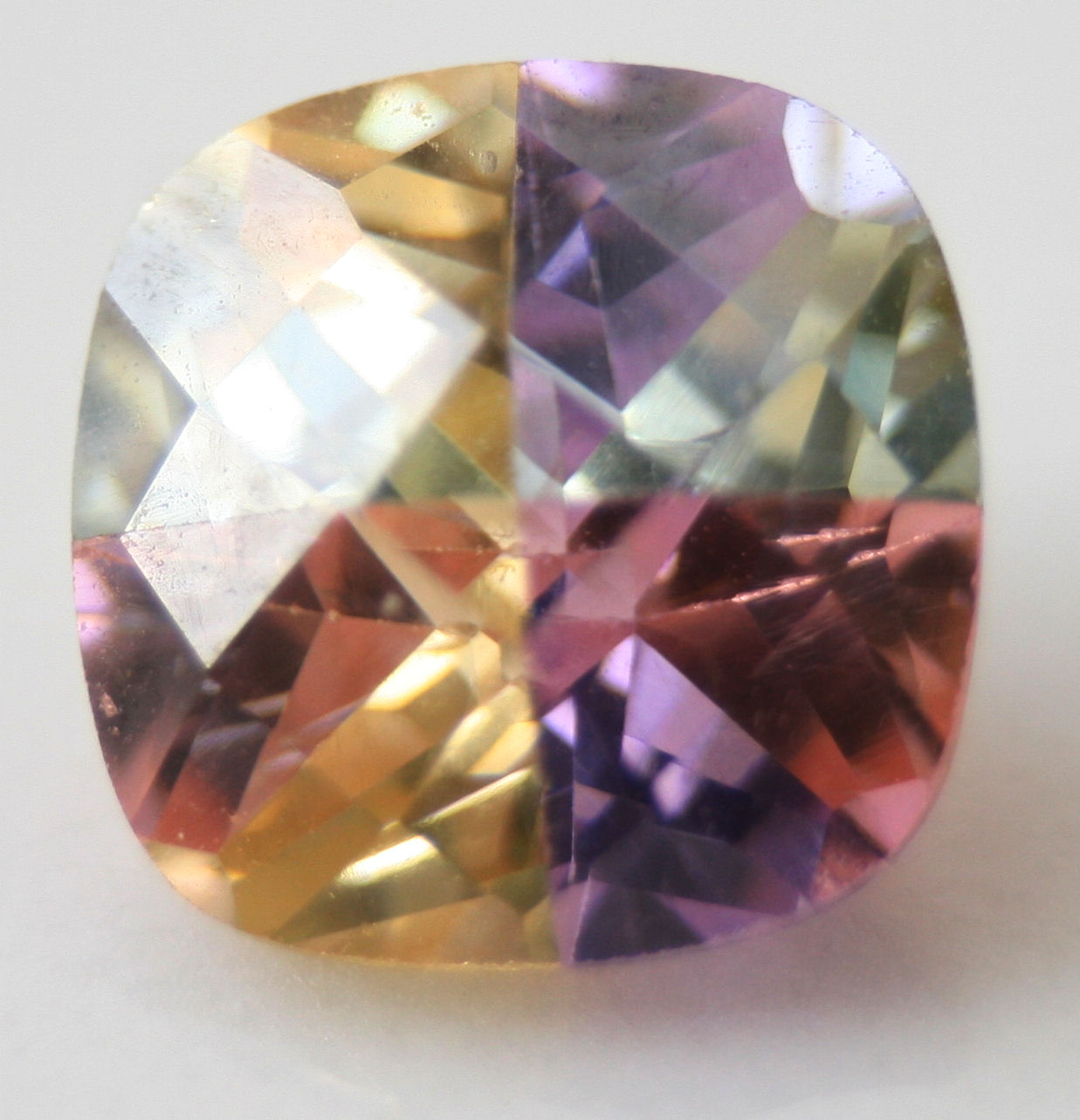
Cubic Zirconia nhiều màu
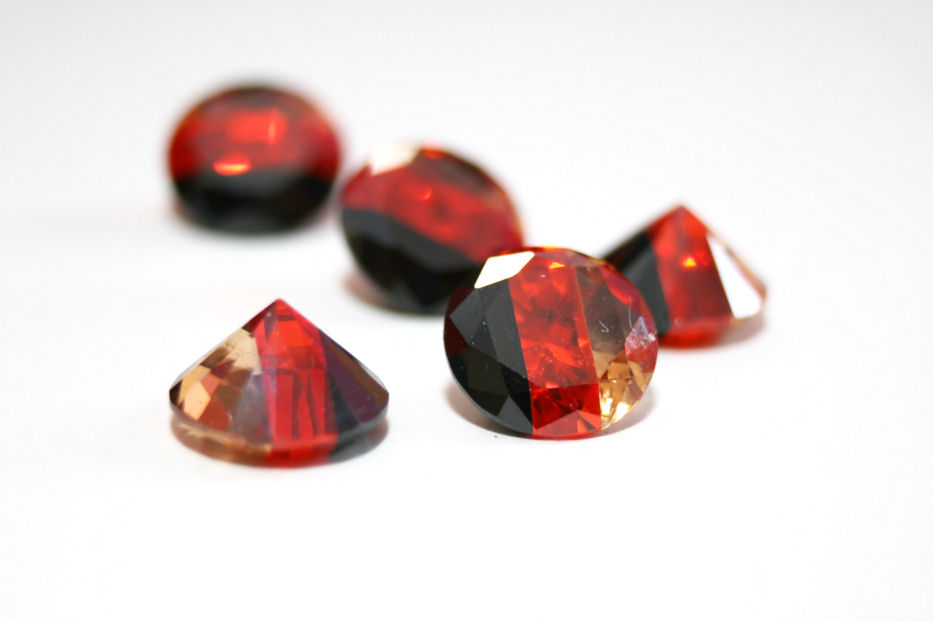
Cubic Zirconia 3 màu

## Trên thị trường
Vì tính chất cứng và độ chiếu gần giống kim cương mà lại chi phí rẻ nên Zirconia được dùng nhiều trong ngành công nghiệp hàng trang sức giá rẻ và trung cấp. Tại Việt Nam, các loại đá tổng hợp như Đá CZ và Moissanit thường được quảng cáo sai lầm là kim cương nhân tạo để nâng giá cao lên. Giá của đá Zirconia thấp hơn viên kim cương cùng loại khoảng 1000 - 2000 lần và giá của Mossanit thấp hơn kim cương tự nhiên 15 - 20 lần. Trên thế giới, đá CZ còn được biết đến với những tên gọi như Cubic Z, Diamond Z, Diamonesque, Diamonite, Djevalite và Phianite, C-Ox. Dân trong nghề thường gọi đá CZ là xoàn (hột xoàn) Mỹ, xoàn Thái hoặc xoàn Nga
Zirconia có độ cứng thấp hơn kim cương và kim cương nhân tạo cả trăm lần, các cạnh giác mài không sắc nét và rất dễ trầy xước, xuống màu.